# Rohtas (Distrikt)
Der Distrikt Rohtas (Hindi रोहतास ज़िला, Urdu روہتاس ضلع) ist ein Distrikt des indischen Bundesstaats Bihar. Verwaltungs- und Wirtschaftszentrum ist die etwa 150.000 Einwohner zählende Stadt Sasaram.

## Geographie
Der Distrikt Rohtas befindet sich im Südwesten des Bundesstaats Bihar; der Distrikt bildet den Übergang von den ca. 500 m hohen nördlichen Ausläufern des Vindhyagebirges zur nur noch ungefähr 100 m hoch gelegenen Gangesebene. Er grenzt im Westen an den Distrikt Kaimur, im Norden an die Distrikte Buxar und Bhojpur, im Osten an die Distrikte Jehanabad und Aurangabad und im Süden an den Bundesstaat Jharkhand. Wichtigster Fluss ist der Son, ein Nebenfluss des Ganges, der die Süd- und Südostgrenze des Distrikts bildet. Wichtigste Städte sind Sasaram und Dehri mit jeweils ca. 150.000 sowie Bikramganj mit ca. 50.000 Einwohnern. Das Klima ist warm bis heiß; Regen fällt zu etwa 90 Prozent in den sommerlichen Monsunmonaten.

## Geschichte

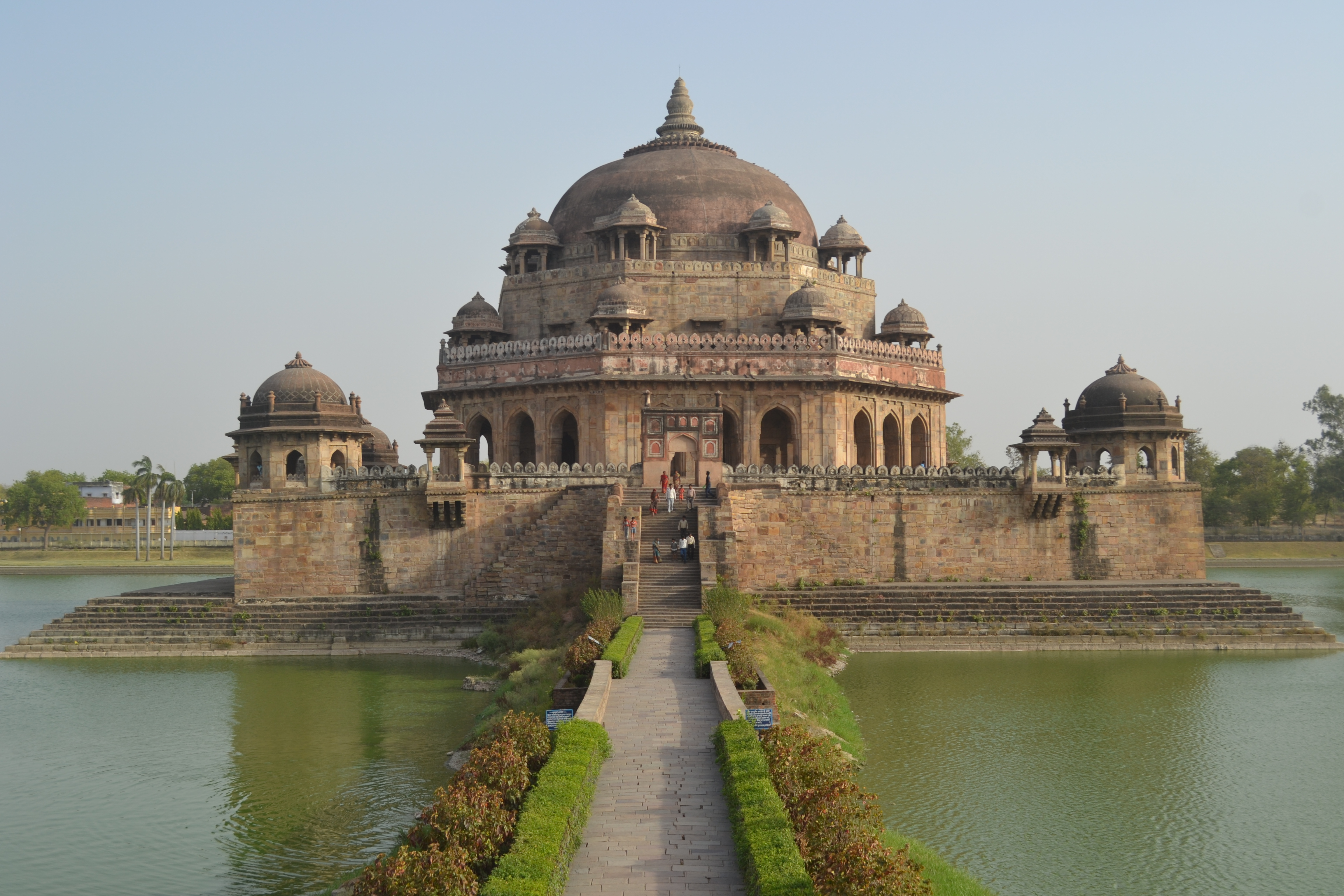
Mausoleum Sher Khan Suris in Sasaram

Die abseits gelegene Region befand sich jahrhundertelang in der Hand von Stämmen. Erst im 16. Jahrhundert gelang es dem in Sasaram geborenen Sher Khan Suri (reg. ca. 1530–1545) und seinem Sohn Islam Shah Suri (reg. 1545–1553) vorübergehend das Gebiet zu organisieren, modernisieren und über die alte Grand Trunk Road an Zentralindien und an Bengalen anzuschließen. Nach deren Tod bildete es jedoch nur mehr eine Randzone des Mogulreiches und danach von Britisch-Indien. Der Distrikt entstand im Jahr 1972 durch Aufspaltung des ehemaligen Distrikts Shahabad. Im Jahr 1991 wurde der Distrikt Bhabhua (1994 umbenannt in Distrikt Kaimur) vom Distrikt Rohtas abgetrennt.
Der gesamte Distrikt gehört zum naxalitisch-maoistisch beeinflussten „Roten Korridor“, gilt allerdings als weniger betroffen.

## Bevölkerung
Die folgende Tabelle zeigt die Bevölkerungsentwicklung der letzten Jahrzehnte.
| Jahr      | 1981      | 1991      | 2001      | 2011      |
| Einwohner | 1.583.280 | 1.927.736 | 2.464.243 | 2.959.918 |
| Zunahme   | +23,02 %  | +21,76 %  | +27,83 %  | +20,11 %  |

Hindus dominieren in den Dörfern auf dem Lande (ca. 89,5 %); in den Städten gibt es auch eine nicht unerhebliche Zahl von Muslimen (ca. 10 % der Gesamtbevölkerung). In der Dekade zwischen 2001 und 2011 wuchs die Bevölkerung um etwa 20 % auf knapp 3 Millionen an, wobei der männliche Bevölkerungsanteil den weiblichen um etwa 10 % übersteigt. Etwa 85 % der Bevölkerung lebt in den Dörfern auf dem Lande; ein Drittel der Menschen (zumeist Frauen) gelten als Analphabeten. Vorherrschende Sprache ist Hindi, jedoch sind auch Regionalsprachen wie das Bhojpuri in Gebrauch.

## Wirtschaft
Traditionell spielt die Landwirtschaft die dominierende Rolle im Wirtschaftsleben des Distrikts; Hauptanbauprodukte sind Reis, Linsen, Weizen und Raps. In den Städten haben sich Handwerk, Handel sowie kleinere Industrie- und Dienstleistungsunternehmen angesiedelt. Die diversen Industriebetriebe von Dalmianagar bei Dehri wurden bereits in den 1980er Jahren wegen Unrentabilität und Mafia-ähnlicher Strukturen geschlossen.

## Sehenswürdigkeiten
Hauptsehenswürdigkeiten sind die beiden Mausoleen von Sher Khan Suri und seinem Vater in Sasaram sowie das ca. 50 km südwestlich gelegene Rohtasgarh-Fort.

## Nachweise
1. 1 2 3  1. District Census 2011. Census of India, abgerufen im Jahr 2021 (englisch).
2. Population Enumeration Data (Final Population): A Series Including Primary Census Abstract Data (Final Population) > Primary Census Abstract Data Tables (India & States/UTs - District Level) (Excel Format). (XLS) Office of the Registrar General & Census Commissioner, India, archiviert vom Original am 23. April 2022; abgerufen im Jahr 2022 (englisch).
2. ↑  Elevation map for localities. In: elevationmap.net. Abgerufen am 13. Januar 2022 (englisch, Distrikt Rohtas – Karte mit Höhenangaben).
3. ↑  Rohtas District Map. In: mapsofindia.com. Abgerufen am 13. Januar 2022 (englisch, Distrikt Rohtas – alte Karte).
4. ↑  Climate Sasaram. In: climate-data.org. Abgerufen am 13. Januar 2022 (englisch, Sasaram – Klimatabellen).
5. ↑  District Census Hand Book - BIHAR > Rohtas. Office of the Registrar General & Census Commissioner, Ministry of Home Affairs, Government of India, S. 9–11, abgerufen am 12. Januar 2022 (englisch).
6. ↑  Bihar: Assessment- 2021. South Asia Terrorism Portal, abgerufen am 9. Januar 2022 (englisch).
7. ↑  Ministry of Home Affairs: Naxal affected Districts. 5. Februar 2019, abgerufen am 9. Januar 2022 (englisch, Pressemitteilung des Innenministeriums).
8. ↑  A-2 Decadal Variation In Population Since 1901 > Bihar. Office of the Registrar General & Census Commissioner, India, Ministry of Home Affairs, Government of India, abgerufen am 12. Januar 2022 (englisch).